# Кокорина (Мостар)
Кокорина је насељено место у граду Мостару која административно припада Херцеговачко-неретванском кантону, Федерација БиХ, Босна и Херцеговина. Кокорина је подељена међуентитетском линијом између града Мостара и општине Источни Мостар. Према попису становништва из 2013. у насељу је живело 146 становника.

## Становништво
Према попису становништва из 2013. године у месту је било 146 становника. Насеље је углавном настањено Бошњацима.
| Национални састав према попису из 2013.‍ | Национални састав према попису из 2013.‍ | Национални састав према попису из 2013.‍ | Национални састав према попису из 2013.‍ | Национални састав према попису из 2013.‍ |
| --------------------------------------- | --------------------------------------- | --------------------------------------- | --------------------------------------- | --------------------------------------- |
|                                         |                                         |                                         |                                         |                                         |
| Бошњаци                                 | Бошњаци                                 |                                         | 145                                     | 99,3%                                   |
| Укупно: 146                             |                                         |                                         |                                         |                                         |

Ранији пописи:
| Националност | 1991.       | 1981.       | 1971.       | 1961.       |
| Муслимани    | 642 (99,1%) | 632 (99,2%) | 602 (96,9%) | 3 (0,5%)    |
| Срби         | —           | —           | 11 (1,8%)   | 31 (5,1%)   |
| Хрвати       | 4 (0,6%)    | 1 (0,2%)    | 7 (1,1%)    | 16 (2,6%)   |
| Југословени  | —           | 4 (0,6%)    | —           | 554 (91,7%) |
| остали       | 2 (0,3%)    | —           | 1 (0,2%)    | —           |
| Укупно       | 648         | 637         | 621         | 604         |